# Кратер (стратиг)

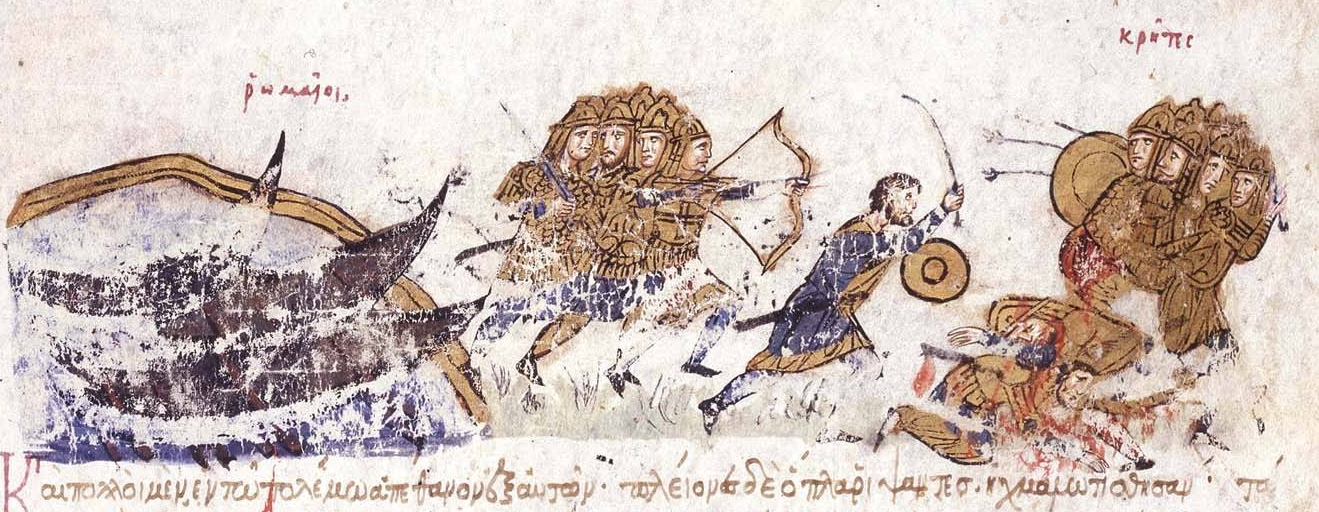
Победа Кратера над критскими арабами.

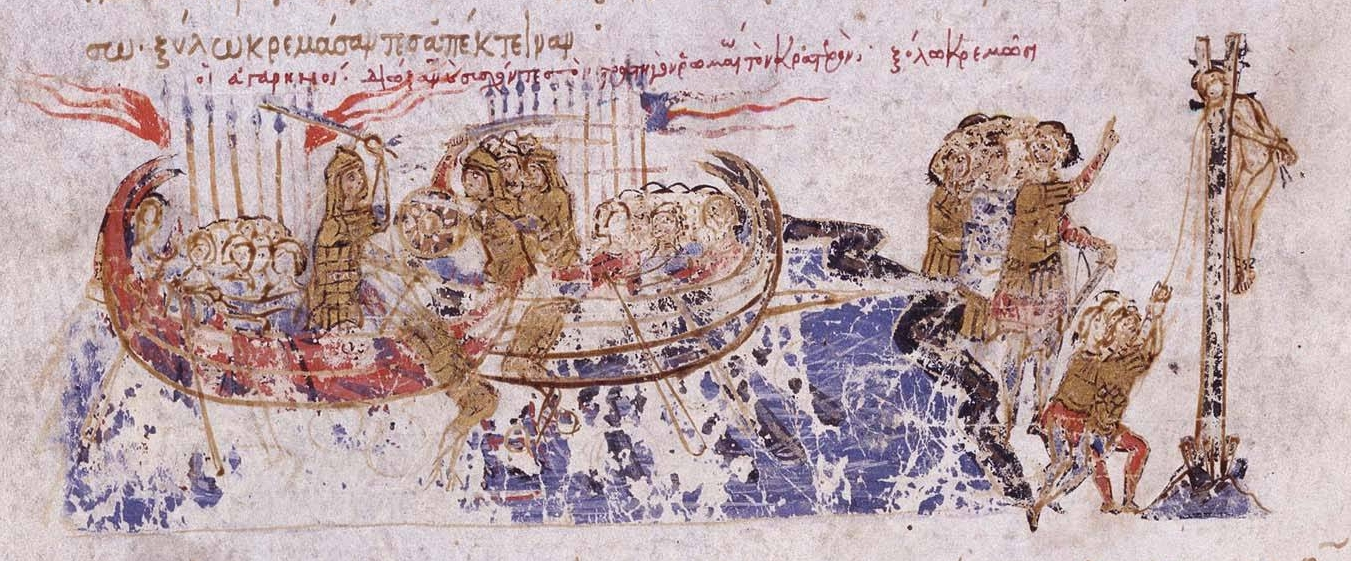
Критские арабы берут Кратера в плен и казнят на острове Кос.

Кратер (греч. Κρατερός) — византийский флотоводец 820-х годов.
О нём известно очень мало. Даже его имя неясно, поскольку «Кратер» может быть его фамилией, а не именем.
В начале 820-х годов он занимал пост стратига (военного губернатора) морской фемы Кивирреоты. После провала экспедиции под руководством стратега фемы Анатолик Фотина по освобождению острова Крит от сарацин император Михаил II Травл поручил Кратеру возглавить ещё одну экспедицию, которая насчитывала 70 кораблей и стартовала около 827/29 года. Одержав локальную победу, византийцы были разбиты ночной атакой. Кратеру удалось бежать на остров Кос, но там он был схвачен арабами и распят.
Он может быть Кратером, который был стратигом фемы Анатолик в 810-х годах, но тогда спустя годы выходит, что он был понижен в должности.